# أنيكا نوني روز
أنيكا نوني روز (بالإنجليزية: Anika Noni Rose)‏ مواليد 6 سبتمبر 1972 في كونيتيكت، الولايات المتحدة، هي ممثلة أمريكية بدأت مسيرتها الفنية عام 1998.

## وصلات خارجية
- الموقع الرسمي
- أنيكا نوني روز على موقع IMDb (الإنجليزية)
- أنيكا نوني روز على موقع ألو سيني (الفرنسية)
- أنيكا نوني روز على موقع ميوزك برينز (الإنجليزية)
- أنيكا نوني روز على موقع أول موفي (الإنجليزية)
- أنيكا نوني روز على موقع قاعدة بيانات برودواي على الإنترنت (الإنجليزية)
- أنيكا نوني روز على موقع قاعدة بيانات الأفلام السويدية (السويدية)
- أنيكا نوني روز على موقع ديسكوغز (الإنجليزية)
- أنيكا نوني روز على موقع قاعدة بيانات الفيلم (الإنجليزية)
- أنيكا نوني روز على موقع كينوبويسك (الروسية)